# Margarettia naniki
Margarettia naniki är en insektsart som beskrevs av Otte, D. och Perez-gelabert 2009. Margarettia naniki ingår i släktet Margarettia och familjen syrsor. Inga underarter finns listade i Catalogue of Life.